# 玄徳潤
玄 徳潤（ヒョン・ドギュン、현덕윤、1676年 - 1737年）は、李氏朝鮮の文臣。号は錦谷。

## 人物
1705年に科挙の訳科に及第し、倭学訳官として実績を積む。1711年の第8回朝鮮通信使（正徳信使）に随行した。筆談をもって交流し、静岡県の清見寺には「東海名區」の扁額が残る。1718年には訳官使の一員として対馬に渡った。1727年に訳官訓導に就き、私財を投げ打って、朽ち果てていた外交施設を「誠信堂」として修築した。裁判として釜山倭館に滞在した雨森芳洲は1730年に「誠信堂日記」を著し、その功績を称えている。